# 黃袞 (萬曆丁未進士)
黄衮（1581年—？），字補之，號豫蒙，河南汝宁府光州人，明朝政治人物。

## 生平
万历三十四年（1606年）丙午科河南乡试举人，三十五年（1607年）丁未科進士，工部觀政，三十六年二月授山西屯留知县，本年调歴城知县，升户部主事，丁憂，四十四年補户部主事，四十五年升郎中，甘肃管粮，天启二年升山西参议，三年升山东副使，五年致仕。

## 家族
曾祖黄大有。祖父黄榜。父黄學孔。母张氏。具庆下。兄黄甲。弟黄冕、黃絅（天啓進士）、黄珩、黄瑀。